# Bookhoutia oligognatha
Bookhoutia oligognatha är en ringmaskart som beskrevs av Mohammad 1973. Bookhoutia oligognatha ingår i släktet Bookhoutia och familjen Goniadidae. Inga underarter finns listade i Catalogue of Life.